# PGC 2176551
LEDA/PGC 2176551 ist eine Galaxie im Sternbild Jagdhunde am Nordsternhimmel. Sie ist schätzungsweise 315 Millionen Lichtjahre von der Milchstraße entfernt und hat einen Durchmesser von etwa 60.000 Lichtjahren. Vom Sonnensystem aus entfernt sich das Objekt mit einer errechneten Radialgeschwindigkeit von näherungsweise 7.000 Kilometern pro Sekunde.
Im selben Himmelsareal befinden sich unter anderem die Galaxien NGC 4618, NGC 4625, NGC 4655, IC 3713.